# نحليات الخشب
نحليات الخشب (الاسم العلمي Xylocopinae)، فُصيلة (أسرة) حشرات من فصيلة النحليات ورتبة غشائيات الأجنحة. أعطانها جميع أنحاء العالم، تضم نجار النحل الكبير ( قبيلة نحلاوات النجار) ونجار النحل الصغير (قبيلة نحلاوات النجار النحل الصغير) والنحل الغريب (قبيلة نحلاوات غريبة) ونحل مانويلا (قبيلة المانويلات).